# Casa Blanca, Coacoatzintla
Casa Blanca är en ort i Mexiko.   Den ligger i kommunen Coacoatzintla och delstaten Veracruz, i den sydöstra delen av landet, 230 km öster om huvudstaden Mexico City. Casa Blanca ligger 1 568 meter över havet och antalet invånare är 106.
Terrängen runt Casa Blanca är bergig. Runt Casa Blanca är det tätbefolkat, med 511 invånare per kvadratkilometer. Närmaste större samhälle är Xalapa, 14,2 km söder om Casa Blanca. Omgivningarna runt Casa Blanca är en mosaik av jordbruksmark och naturlig växtlighet.